# Добавочный капитал
Доба́вочный капита́л — сумма дооценки внеоборотных активов, средства ассигнований из бюджета, направленные на пополнение оборотных активов, а также другие поступления в собственный капитал предприятия (например, безвозмездно переданные основные фонды).
Добавочный капитал — статья пассива баланса, складывающаяся из следующих элементов:
- эмиссионный доход — разница между продажной и номинальной стоимостью акций предприятия;
- курсовые разницы — разницы при оплате доли уставного капитала в иностранной валюте;
- разница при переоценке основных средств — разница при изменении стоимости основных средств.

Добавочный капитал относится к собственным средствам предприятия.
Акции, у которых нет номинальной стоимости, как правило, не будут иметь какой-либо формы профицита капитала в балансе; все средства от выпуска акций будут зачислены на выпущенные обыкновенные акции.
Некоторые другие сценарии возникновения профицита капитала включают ситуацию, когда правительство дарит компании участок земли.
Счет профицита капитала/премий по акциям (SPA), как правило, не подлежит распределению, но может использоваться для:
- списать расходы/комиссию, связанные с выпуском этих акций, или
- произвести бонусный выпуск полностью оплаченных акций.

В рамках увеличения капитала за счет эмиссионного дохода большая часть увеличения капитала помещается в резервный капитал, а подписной капитал увеличивается на минимальную сумму. Это связано с тем, что первоначальные убытки покрываются за счет резервного капитала. Если бы увеличение капитала осуществлялось полностью или в значительной степени за счет увеличения подписного капитала, собственный капитал мог бы легко упасть ниже подписного капитала из-за убытков.
Его также можно использовать для учета любой прибыли, которую фирма может получить от продажи собственных акций, хотя это встречается реже.
Профицит капитала — это также термин, используемый экономистами для обозначения притока капитала, превышающего отток капитала в платежном балансе страны.